# He Wenna
He Wenna (Longyan, 19 januari 1989) is een Chinees gymnast die uitkomt in de gymnastiekdiscipline trampolinespringen.
He won tijdens de Olympische Zomerspelen 2008 de gouden medaille en In 2012 de bronzen medaille.

## Resultaten

### Olympische Zomerspelen
| Jaar | Plaats         | Resultaten            |
| ---- | -------------- | --------------------- |
| 2008 | Peking         | trampolinespringen    |
| 2012 | Londen         | trampolinespringen    |
| 2016 | Rio de Janeiro | 4e trampolinespringen |

### Wereldkampioenschappen
| Jaar | Plaats          | Resultaten         |
| ---- | --------------- | ------------------ |
| 2007 | Quebec          | team               |
| 2009 | Sint-Petersburg | team · individueel |
| 2011 | Birmingham      | individueel · team |
| 2015 | Odense          | team               |

2000: Irina Karavajeva ·
2004: Anna Dogonadze ·
2008: He Wenna · 
2012: Rosannagh MacLennan · 
2016: Rosannagh MacLennan · 
2020: Zhu Xueying · 
2024: Bryony Page